# Стуруа, Роберт Иванович
Роберт Иванович Сту́руа (груз. რობერტ ივანეს ძე სტურუა, 1918—1982) — советский грузинский художник,  народный художник Грузинской ССР (1965).

## Биография
Родился 4 мая 1918 года. В 1939 году Роберт Стуруа учился в МГАХИ имени В. И. Сурикова. Им созданы такие работы, как «Праздник победы» — роспись плафона в зале Театра имени А. Р. Церетели в Чиатуре (1945—1950), «Дружба народов» — роспись плафона в Доме культуры села Шрома Озургетского района (1957—1960), «Добро побеждает зло» — роспись в Доме культуры шахтеров в Ткибули и многие другие произведения. Активно работал и в книжной графике. Его перу принадлежат иллюстрации к произведениям И. Г. Чавчавадзе и Важи-Пшавела.
Художником созданы в разные годы произведения живописи — портреты, пейзажи, картины религиозной тематики.
Умер в 1982 году. Похоронен в Тбилиси в Дидубийском пантеоне.

## Семья
- отец — Вано Стуруа, профессиональный революционер, нарком земледелия Грузинской ССР
- жена — Цуца (Маквала) Болквадзе
- сын — Р. Р. Стуруа, режиссёр

## Награды и премии
- Сталинская премия второй степени (1951) — за роспись плафона в театре города Чиатура